# Поклад, Николай Станиславович
Николай Станиславович Покла́д (18 декабря 1946, Москва — 6 января 2010, там же) — советский художник по куклам, книжный иллюстратор, художник-постановщик театральных спектаклей и кинофильмов.

## Детство и учёба
Родился в Москве, но в детстве много времени проводил в родной деревне родителей на реке Корожечна в Ярославской области.
В 1970 году окончил Московское театральное художественно-техническое училище, отделение «художник по куклам».

## Театр
После окончания училища сотрудничал со многими столичными и провинциальными театрами, в том числе с Театром на Таганке, Центральным детским театром и другими.
В качестве художника-сценографа с 1971 по 1999 год поставил 13 спектаклей на разных сценических площадках по пьесам Тирсо де Молина, Александра Островского, Азата Абдуллина и других авторов.

## Книги и иллюстрации
С 1986 года занимался книжной иллюстрацией детских сказок, вышло более 30 книг и буклетов общим тиражом более трёх миллионов экземпляров. Некоторые иллюстрации к сказкам были выпущены наборами диапозитивов специально для детских домов России.
Член Международного союза иллюстраторов «ЮНЕСКО». Стипендиат премии Марион Дёнгоф (Германия) в области книжной иллюстрации для детей.
Имеет три диплома за участие в художественных выставках.
В качестве фотографа сотрудничал со многими изданиями, в том числе фотографировал московские храмы для 14-томного художественного издания «Москва православная».
В 1985—1988 годах был режиссёром, сценаристом и художником-постановщиком серии слайд-фильмов о художественной жизни России для международных выставок РОСИЗОИСКУССТВО и РОСМОНУМЕНТИСКУССТВО.

## Кино и телевидение
Художник-постановщик игровых, документальных, телевизионных фильмов и телепрограмм.

### Игровое кино
- Поэма о крыльях. Реж. Даниил Храбровицкий, 1978 г. Художник.
- Вне времени. Проект советско-американского фильма (Худ.-постановщик Борис Бланк). 1985 г. Художник.
- Зимние каникулы. Реж. Дмитрий Тихомиров, Гран-при фестиваля «Святая Анна» 2006 год. Художник-постановщик.
- Летящий, звенящий трамвай. Реж. Дмитрий Тихомиров, 2008. Художник-постановщик.

### Документальное кино
Художник-постановщик:
- «Потерянный дом». Реж. Тихомиров Д. 2003 г.
- «Императорский круг». Реж. Смирнов А. 2006 г.
- «Русские усадбы». Реж. Смирнов А. 2006 г.
- «Филькинштейн». Реж. Смирнов А. 2007 г.

### Телевидение
Французский язык детям (телецикл) — художник-постановщик кукольных персонажей, дипломная работа МТХТУ, 1970 год.
В период с 1998 года по 2001 год на телеканале «Культура» в программе «Вечерняя сказка» в качестве художника-постановщика и режиссёра сделал более 15 анимационных фильмов для детей, в том числе:
- «Сказка о попе и работнике его балде». Реж. Шелуновский.
- «Санный поезд». Реж. Смирнов А.
- «Баба-Яга». Реж. Желыбина Р.
- «Два мороза» Реж. Смирнов А.
- «Как медведь с барсуком поссорился». Реж. Поклад Н.

## Детский праздник в Купанском
Более 10 лет был бессменным организатором праздника детского рисунка в селе Купанское Переславского района Ярославской области, где он имел собственный дом и жил в летнее время с начала 80-х годов XX века.

Первым начал чудить дядя Коля Поклад, московский художник. Ему в издательстве зарплату книжками выдали, а он, вместо того, чтобы встать на углу и продавать книжки, решил их детям раздать. Но не просто так, ни с того ни с сего, а устроил в Купанском Праздник Искусств детей Плещеева Озера. Дети принесли на конкурс рисунки и поделки, кто рисовать не умел, тот пел или плясал, на худой конец - анекдоты рассказывал. Рисунки Коля на бревенчатых стенах своей избы развесил, очень даже классненькая галерея вышла. Всех детей наградил Коля Поклад книжками, чаем с печеньем и вареньем напоил, и совпал этот праздник с Днём железнодорожника. И началось. Пошло-поехало, понеслось, покатилось.— Ксения Драгунская, драматург.
В последние годы жизни учил детей живописи и работе с куклами в Мастерской компьютерной графики и анимации (Москва).
Скончался в Рождественский Сочельник 2010 года на 64 году жизни. Похоронен на Хованском кладбище близ Москвы.

## Примечательные факты
- Автор серии новогодних сюжетных поздравительных почтовых открыток с кукольными персонажами, общий тираж которых с 1976 по 1990 гг. превысил 1 миллиард экземпляров.
- Является прототипом персонажа пьесы Ксении Драгунской «Ощущение бороды».[4]